# Lothar I, împărat carolingian
Lothar I (în latina medievală: Lotharius)  (795 - 855) a fost rege al Italiei (818–855) și împărat carolingian (840–855). A fost fiul cel mare al lui Ludovic cel Pios. Din 843, după Tratatul de la Verdun, Lothar I a fost rege al Franciei de Mijloc . 